# Europese kampioenschappen karate 1969
De Europese kampioenschappen karate 1969 waren door de Union Européenne de Karaté (UEK) georganiseerde kampioenschappen voor karateka's. De vierde editie van de Europese kampioenschappen vond plaats in het Britse Londen op 11 mei 1969. Er namen 117 karateka's uit 13 verschillende landen deel.

## Resultaten
| Gewichtsklasse | Goud             | Zilver              | Brons                      |
| -------------- | ---------------- | ------------------- | -------------------------- |
| Ippon          | Dominique Valera | Gilbert Gruss       | Ilja Jorga Richard Scherer |
| Team           | Frankrijk        | Verenigd Koninkrijk | België Joegoslavië         |

1966 · 1967 · 1968 · 1969 · 1970 · 1971 · 1972 · 1973 · 1974 · 1975 · 1976 · 1977 · 1978 · 1979 · 1980 · 1981 · 1982 · 1983 · 1984 · 1985 · 1986 · 1987 · 1988 · 1989 · 1990 · 1991 · 1992 · 1993 · 1994 · 1995 · 1996 · 1997 · 1998 · 1999 · 2000 · 2001 · 2002 · 2003 · 2004 · 2005 · 2006 · 2007 · 2008 · 2009 · 2010 · 2011 · 2012 · 2013 · 2014 · 2015 · 2016 · 2017 · 2018 · 2019 · 2020 · 2021 · 2022